# السائق الشبح
السائق الشبح هز اسم لعدة بطل مخالف للعرف وأبطال خارقة في مارفل كومكس.في مايو 2011 احتلت الشخصية المرتبة ال90 في قائمة آي جي إن لأفضل 100 بطل في قصص الرسوم المصورة.